# Pavlov u Herálce
Pavlov u Herálce (německy Pawlow) je částí obce Herálec, která se nachází v okrese Havlíčkův Brod v Kraji Vysočina.
Pavelská kronika uvádí, že osada vznikla pravděpodobně roku 1140 a byla pojmenována podle prvního osadníka, mnicha Pavla. Tato osada pravděpodobně sloužila jako těžební osada kovkopů těžících stříbrnou rudu v okolí. Pozůstatky této těžby jsou patrné dodnes v zalesněném prostoru severně od komunikace 3.třídy č. 13116 vedoucí k odbočce k obci Slavníč.
| Rok            | 1869 | 1880 | 1890 | 1900 | 1910 | 1921 | 1930 | 1950 | 1961 | 1970 | 1980 | 1991 | 2001 |
| Počet obyvatel | 246  | 256  | 208  | 248  | 209  | 178  | 244  | 181  | 239  | 206  | 169  | 126  | 118  |

## Obecní správa
V letech 1850–1880 k obci patřil Slavníč.

## Pamětihodnosti
- Boží muka